# George Scratchley Brown
George Scratchley Brown (ur. 17 sierpnia 1918 w Montclair w stanie New Jersey, zm. 5 grudnia 1978 w Betesda) – amerykański generał, szef Sztabu Sił Powietrznych Stanów Zjednoczonych (1973–1974), Przewodniczący Kolegium Połączonych Szefów Sztabów (1974–1978), doradca wojskowy prezydenta Stanów Zjednoczonych, Rady Bezpieczeństwa Narodowego i asystent sekretarza obrony Stanów Zjednoczonych. Odpowiedzialny za wykonywanie decyzji w zakresie ogólnoświatowej gotowości i działań Wojsk Lądowych, Marynarki Wojennej, Sił Powietrznych i Korpusu Piechoty Morskiej Sił Zbrojnych Stanów Zjednoczonych.

## Życiorys

### Młodość i II wojna światowa
Urodził się 17 sierpnia 1918 w Montclair w stanie New Jersey. Ukończył gimnazjum w Leavenworth w stanie Kansas, a następnie studiował na Uniwersytecie Missouri w Columbii i Akademii Wojskowej West Point w stanie Nowy Jork, którą ukończył w 1941. Po szkoleniu w bazie lotnictwa wojskowego Barksdale niedaleko Bossier City w stanie Luizjana latał na B-24 Liberator. W sierpniu 1942 wraz z 93D Air-Ground Operations Wing brał udział w lotach do Anglii, początkowo dołączył do 8. Armii Lotniczej. Do kwietnia 1944 służył na różnych stanowiskach 93. AGOW. Uczestniczył w operacji Tidal Wave (naloty rafinerii ropy naftowej Ploeszti w Rumunii), za którą otrzymał Krzyż za Wybitną Służbę.

### Wojna koreańska
Podczas wojny koreańskiej w 1950, został dowódcą 62D Airlift Wing stacjonującym w bazie lotnictwa wojskowego McChord w stanie Waszyngton, które operowało między zachodnim wybrzeżem USA i Japonią. W 1951 i na początku 1952 dowodził 56. Fighter Wing w bazie lotnictwa wojskowego Selfridge w stanie Michigan. W maju 1952 dołączył do 5. Armii Lotniczej w Seulu w Korei Południowej jako dyrektor operacji.

### Okres zimnej wojny
W lipcu 1953 objął dowództwo 3525. Pilot Training Wing w baize lotnictwa wojskowego w Williams w stanie Arizona. W 1956 wstąpił do National War College w Waszyngtonie i po ukończeniu studiów pracował w Sztabie Sił Powietrznych USA. W czerwcu 1959 został wojskowym asystentem sekretarza obrony, a w sierpniu 1963 dowódcą Wschodniego Wojskowego Lotnictwa Transportowego przy bazie lotnictwa wojskowego McGuire w stanie New Jersey. We wrześniu 1964 został członkiem II Grupy Roboczej Kolegium Połączonych Szefów Sztabów – jednostki w bazie wojskowej Sandra w stanie Nowy Meksyk, utworzonej do testowania systemów broni wszystkich służb wojskowych.
Od sierpnia 1966 do sierpnia 1968 był asystentem przewodniczącego Kolegium Połączonych Szefów Sztabów w Waszyngtonie, a następnie objął dowództwo 7. Armii Lotniczej oraz został zastępcą dowódcy operacji lotniczych w Wietnamie. Był odpowiedzialny za walkę z Air Force Air Strike, wsparcie lotnicze i obronę powietrzną operacji w Azji Południowo-Wschodniej, był też doradcą we wszystkich sprawach związanych z taktycznym wsparciem lotniczym i koordynacją operacji lotniczych pomiędzy Republiką Wietnamu i Stanami Zjednoczonymi. We wrześniu 1970 przejął obowiązki szefa Dowództwa Systemów Sił Powietrznych (Commander of Air Force Systems Command), z centralą w bazie lotnictwa wojskowego Andrews w stanie Maryland.
1 sierpnia 1973 został mianowany przez prezydenta Richarda Nixona szefem Sztabu Sił Powietrznych Stanów Zjednoczonych, a 1 sierpnia 1974 objął stanowisko Przewodniczącego Kolegium Połączonych Szefów Sztabów.
21 czerwca 1978 przeszedł na emeryturę. Zmarł 5 grudnia 1978 w Montclair w stanie New Jersey. Został pochowany na Narodowym Cmentarzu w Arlington w stanie Wirginia.

## Odznaczenia
- Krzyż za Wybitną Służbę (Distinguished Service Cross)
- Air Force Distinguished Service Medal – dwukrotnie
- Srebrna Gwiazda (Silver Star)
- Legia Zasługi (Legion of Merit) – trzykrotnie
- Distinguished Flying Cross – dwukrotnie
- Brązowa Gwiazda (Bronze Star)
- Air Medal – czterokrotnie
- Joint Service Commendation Medal
- Medal Pochwalny Armii (Army Commendation Medal)
- Presidential Unit Citation
- Outstanding Unit Award
- American Defense Service Medal
- Medal Kampanii Amerykańskiej
- Srebrny Medal Kampanii Europy-Afryki-Bliskiego Wschodu (Silver European-African-Middle Eastern Campaign Medal)
- Brązowy Medal Kampanii Europy-Afryki-Bliskiego Wschodu (Bronze European-African-Middle Eastern Campaign Medal) – dwukrotnie
- Medal Zwycięstwa w II Wojnie Światowej (World War II Victory Medal)
- National Defense Service Medal – dwukrotnie
- Korean Service Medal
- Vietnam Service Medal
- Air Force Longevity Service Award
- Marksmanship Ribbon
- Krzyż Wojenny z brązową palmą (Croix de Guerre, Francja)
- Presidential Unit Citation (Korea)
- United Nations Service Medal (Korea)
- Zaszczytny Krzyż Lotniczy (Distinguished Flying Cross, Wielka Brytania)
- Komandor Orderu Narodowego Republiki Wietnamu (National Order of Vietnam – Commander, Wietnam Południowy)
- Vietnam Air Force Distinguished Service Order I Klasy (Wietnam Południowy)
- Medal „Za kampanię w Wietnamie” (Vietnam Campaign Medal – Wietnam Południowy)
- United Nations Service Medal (ONZ)